# Rebeca Matte Bello
Rebeca Matte Bello (1875–1929) là một nhà điêu khắc người Chile. Các tác phẩm điêu khắc của cô hiện được trưng bày tại Bảo tàng Nghệ thuật Quốc gia Chile, bao gồm cả bức tượng Icarus and Daedalus, trưng bày phía ngoài bảo tàng.

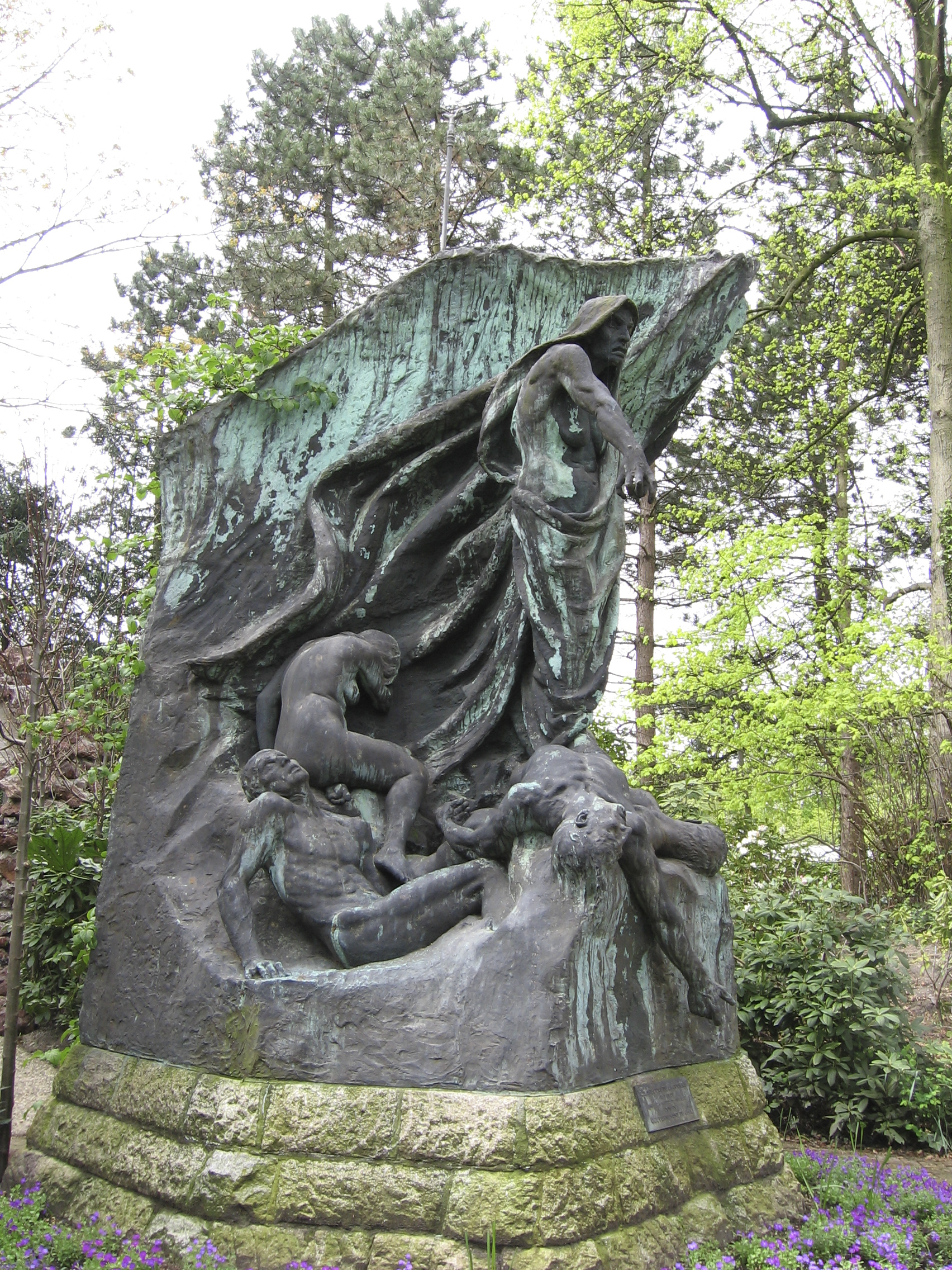
Spectre de la Guerre, 1908-1914, vườn Peace Palace, The Hague.

## Các tác phẩm nổi bật
Danh sách này không đầy đủ, bạn cũng có thể giúp mở rộng danh sách.

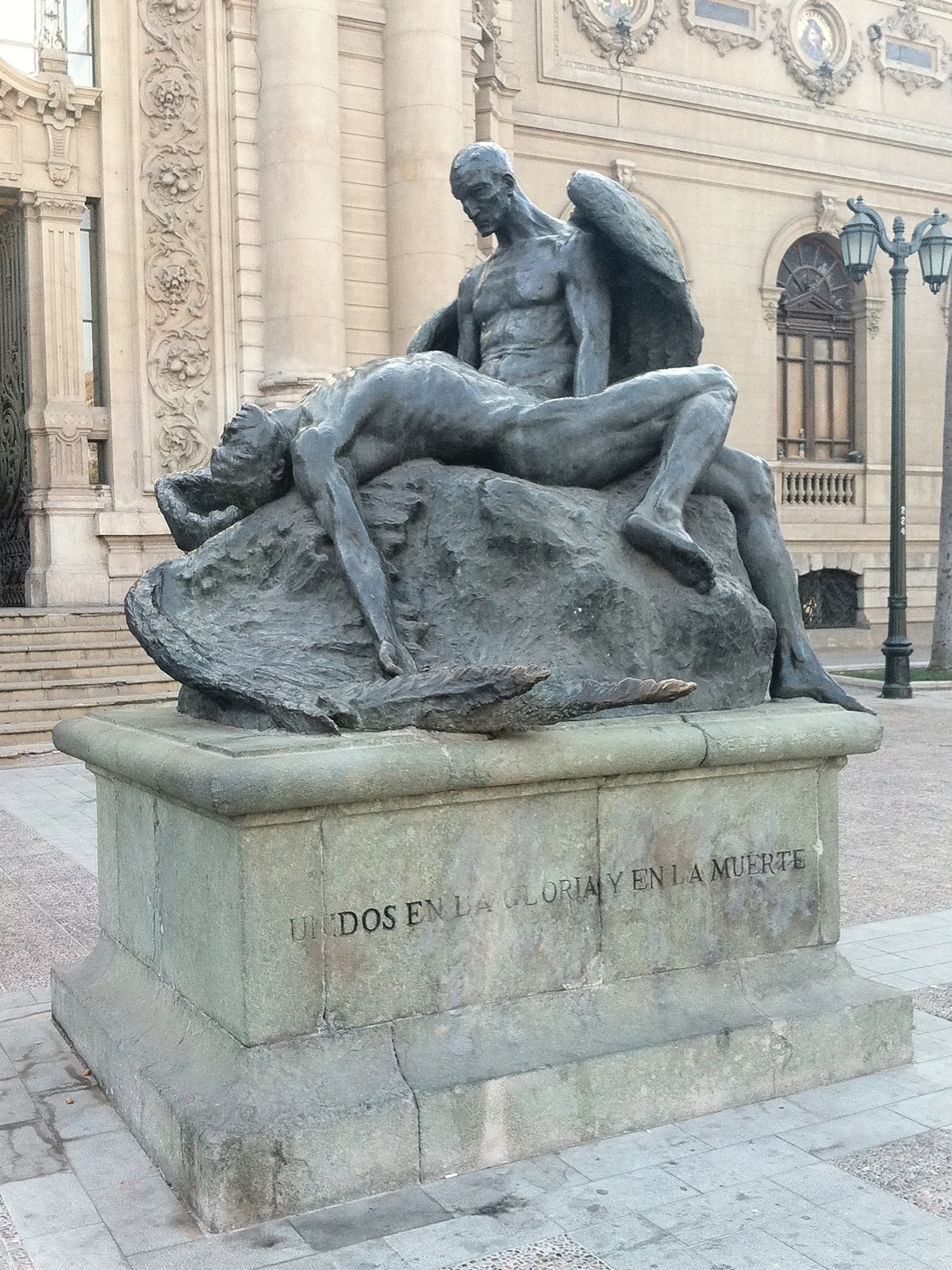
Icarus and Daedalus (1922)

- Horacio, 1910, Bảo tàng Nghệ thuật Quốc gia Chile
- The Echo, 1912, Bảo tàng Nghệ thuật Quốc gia Chile
- Icarus and Daedalus, 1922, Bảo tàng Nghệ thuật Quốc gia Chile[2]
- Le spectre de la Guerre, khánh thành 1908, lắp đặt năm 1914, vườn Peace Palace, The Hague, The Netherlands (một món quà của chính phủ Chile cho vườn Peace Palace)